# 維爾馬爾 (阿肯色州)
維爾馬爾（英語：Wilmar）是一個位於美國阿肯色州德魯縣的城市。

## 地理
維爾馬爾的座標為33°37′39″N 91°55′51″W / 33.62750°N 91.93083°W，而該地的平均海拔高度為47米（即154英尺）。

## 人口
根據2020年美國人口普查的數據，維爾馬爾的面積為3.98平方千米，皆為陸地面積。當地共有人口395人，而人口密度為每平方千米99人。